# Milton Rangel
Milton Rangel é um político brasileiro, filiado ao DEM.
Em 2014, foi eleito 1º suplente de deputado estadual no Rio de Janeiro para a Legislatura 2015-2019, assumindo o cargo com a licença de André Corrêa.
Foi um dos quatro deputados a votar na comissão pela aprovação das contas do governador Pezão, que haviam sido rejeitadas pela Tribunal de Contas do Estado do Rio de Janeiro.
Como membro da Comissão de Normas Internas e Proposições Externas, votou a favor da indicação de Edson Albertassi ao TCE.
Em 17 de novembro de 2017, votou pela revogação da prisão dos deputados Jorge Picciani, Paulo Melo e Edson Albertassi, denunciados na Operação Cadeia Velha, acusados de integrar esquema criminoso que contava com a participação de agentes públicos dos poderes Executivo e do Legislativo, inclusive do Tribunal de Contas, e de grandes empresários da construção civil e do setor de transporte.